# Campeonato Ibero-americano de Atletismo de 2012
O Campeonato Ibero-americano de Atletismo de 2012 foi a décima quinta edição da competição internacional entre as nações ibero-americanas. Foi realizada no Máximo Polideportivo Viloria em Barquisimeto, Venezuela entre 8-10 de junho. Vinte e cinco países e um total de 398 atletas participaram da relação geral de inscritos.
Inicialmente previsto para ser realizado na capital do país, Caracas, a competição foi transferida para Maracay em abril de 2011. O Ministro de Esportes Venezuelano não arrecadou nenhum fundo para o evento.  Como resultado, o presidente da Federação Venezuelana de Atletismo, Wilfredy León, remarcou o evento após a promessa do governador de Aragua, Rafael Isea, para ajudar a construir um novo estádio para os campeonatos. No entanto, o novo estádio que seria construído para o evento não estava pronto dentro do cronograma. O evento foi adiado de maio para junho, mas o projeto permaneceu fora do alvo e em maio de 2012, Héctor Rodríguez, ministro de esportes da Venezuela, declarou que a competição seria realizada em Barquisimeto (o anfitrião do Campeonato Sul-Americano de Atletismo de 2003).
Os destaques da competição, foram pelas mulheres, as brasileiras que quebraram os recordes sul-americanos Andressa de Morais no Lançamento de disco e Lucimara da Silva no Heptatlo. Nativa de Barquisimeto, Rosa Rodríguez também estabeleceu um recorde de campeonato nas mulheres, foi no Lançamento de martelo, enquanto o colombiano James Rendon foi o único homem a quebrar um recorde da competição, melhorando os 20.000 metros.

## Sumário de Medalhas
Legenda:
- NR - Recorde Nacional
- CR - Recorde da Competição
- SR - Recorde Sul-americano

### Masculino
| Evento                     | Ouro                                                                    | Ouro          | Prata                                                                               | Prata      | Bronze                                                                                | Bronze     |
| -------------------------- | ----------------------------------------------------------------------- | ------------- | ----------------------------------------------------------------------------------- | ---------- | ------------------------------------------------------------------------------------- | ---------- |
| 100 metros                 | Alex Quiñonez (ECU)                                                     | 10.33         | Sandro Viana (BRA)                                                                  | 10.42      | Carlos Rodriguez (PUR)                                                                | 10.60      |
| 200 metros                 | Alex Quiñonez (ECU)                                                     | 20.34 NR      | Aldemir da Silva (BRA)                                                              | 20.57      | Sandro Viana (BRA)                                                                    | 20.69      |
| 400 metros                 | Anderson Henriques (BRA)                                                | 45.59         | William Collazo (CUB)                                                               | 45.80      | Arturo Ramirez (VEN)                                                                  | 45.84      |
| 800 metros                 | Andy González (CUB)                                                     | 1:46.93       | Fabiano Peçanha (BRA)                                                               | 1:47.15    | Tayron Reyes (DOM)                                                                    | 1:48.03 NR |
| 1500 metros                | Leandro de Oliveira (BRA)                                               | 3:47.76       | Alberto Imedio (ESP)                                                                | 3:48.46    | Carlos Díaz (CHI)                                                                     | 3:48.50    |
| 3000 metros                | Víctor Aravena (CHI)                                                    | 8:04.46       | Leslie Encima (CHI)                                                                 | 8:04.99    | Flávio Seholhe (MOZ)                                                                  | 8:05.64 NR |
| 5000 metros                | Marvin Blanco (VEN)                                                     | 14:19.89      | Javier Carriqueo (ARG)                                                              | 14:22.12   | Veiga Escobedo (MEX)                                                                  | 14:23.36   |
| 110 metros com barreiras   | Ignacio Morales (CUB)                                                   | 13.54         | Hector Cotto (PUR)                                                                  | 13.69      | Francisco López (ESP)                                                                 | 13.77      |
| 400 metros com barreiras   | Eric Alejandro (PUR)                                                    | 49.36         | Amauri Valle (CUB)                                                                  | 49.69      | Hederson Estefani (BRA)                                                               | 49.71      |
| 3000 metros com obstáculos | José Peña (VEN)                                                         | 8:37.67       | Marvin Blanco (VEN)                                                                 | 8:45.34    | Gladson Barbosa (BRA)                                                                 | 8:50.84    |
| Revezamento 4×100 metros   | Brasil · Carlos Moares · Sandro Viana · Nilson André · Aldemir da Silva | 38.95         | Venezuela · Jermaine Chirinos · Arturo Ramírez · Diego Rivas · José Eduardo Acevedo | 39.01 NR   | Equador · Jhon Valencia · Franklin Nazareno · Jhon Tamayo · Alex Quiñónez             | 40.83      |
| Revezamento 4×400 metros   | Cuba · Noel Ruiz · Raidel Acea · Orestes Rodríguez · Williams Collazo   | 3:00.43       | Venezuela · Arturo Ramírez · Albert Bravo · José Meléndez · Omar Longart            | 3:01.70    | República Dominicana · Gustavo Cuesta · Yon Soriano · Winder Cuevas · Luguelin Santos | 3:03.02    |
| 20,000 metros              | James Rendon (COL)                                                      | 1:26:12.03 CR | Moacir Zimmermann (BRA)                                                             | 1:29:15.59 | Rubén Abreu (CUB)                                                                     | 1:30:09.14 |
| Salto em Altura            | Wanner Miller (COL)                                                     | 2.28 m        | Guilherme Cobbo (BRA)                                                               | 2.25 m     | Diego Ferrín (ECU)                                                                    | 2.25 m     |
| Salto com Vara             | Germán Chiaraviglio (ARG)                                               | 5.40 m        | Augusto Dutra (BRA)                                                                 | 5.30 m     | Yanquier Lara (CUB)                                                                   | 5.20 m     |
| Salto em Distância         | Georni Jaramillo (VEN)                                                  | 8.02 m        | Jean Marie Okutu (ESP)                                                              | 7.87 m     | Rogério Bispo (BRA)                                                                   | 7.67 m     |
| Salto Triplo               | Yoandri Betanzos (CUB)                                                  | 16.75 m       | Jefferson Sabino (BRA)                                                              | 16.70 m    | Jonathan Henrique Silva (BRA)                                                         | 16.48 m    |
| Arremesso de Peso          | German Lauro (ARG)                                                      | 20.13 m       | Carlos Velis (CUB)                                                                  | 19.97 m    | Darlan Romani (BRA)                                                                   | 18.93 m    |
| Lançamento de Disco        | Germán Lauro (ARG)                                                      | 63.55 m       | Ronald Julião (BRA)                                                                 | 61.67 m    | Pedro Cuesta (ESP)                                                                    | 59.77 m    |
| Lançamento de Martelo      | Roberto Janet (CUB)                                                     | 72.74 m       | Wagner Domingos (BRA)                                                               | 71.91 m    | Juan Cerra (ARG)                                                                      | 70.86 m    |
| Lançamento de Dardo        | Braian Toledo (ARG)                                                     | 77.33 m       | Arley Ibargüen (COL)                                                                | 76.48 m    | Dayron Márquez (COL)                                                                  | 76.48 m    |
| Decatlo                    | Luiz Alberto Araújo (BRA)                                               | 7772 pts      | Anderson Venâncio (BRA)                                                             | 7482 pts   | Tiago Marco (POR)                                                                     | 7338 pts   |

### Feminino
| Evento                     | Ouro                                                                              | Ouro                | Prata                                                                                     | Prata        | Bronze                                                                             | Bronze   |
| -------------------------- | --------------------------------------------------------------------------------- | ------------------- | ----------------------------------------------------------------------------------------- | ------------ | ---------------------------------------------------------------------------------- | -------- |
| 100 metros                 | Rosângela Santos (BRA)                                                            | 11.41               | Evelyn dos Santos (BRA)                                                                   | 11.44        | María Idrobo (COL)                                                                 | 11.53    |
| 200 metros                 | Evelyn dos Santos (BRA)                                                           | 22.99               | María Idrobo (COL)                                                                        | 23.20        | Mariely Sánchez (DOM)                                                              | 23.26    |
| 400 metros                 | Daisurami Bonne (CUB)                                                             | 52.27               | Geisa Coutinho (BRA)                                                                      | 52.66        | Joelma Sousa (BRA)                                                                 | 52.72    |
| 800 metros                 | Rosibel García (COL)                                                              | 2:03.00             | Rose Mary Almanza (CUB)                                                                   | 2:03.29      | Adriana Muñoz (CUB)                                                                | 2:03.71  |
| 1500 metros                | Adriana Muñoz (CUB)                                                               | 4:20.36             | Andrea Ferris (PAN)                                                                       | 4:20.50      | Sandra López (MEX)                                                                 | 4:21.00  |
| 3000 metros                | Tatiele Carvalho (BRA)                                                            | 9:20.07             | Nadia Rodriguez (ARG)                                                                     | 9:23.17      | Catarina Ribeiro (POR)                                                             | 9:26.98  |
| 5000 metros                | Sandra Lopez (MEX)                                                                | 16:10.77            | Fabiana Cristine da Silva (BRA)                                                           | 16:12.20     | Nadia Rodriguez (ARG)                                                              | 16:18.51 |
| 100 metros com barreiras   | Eliecith Palacios (COL)                                                           | 13.15               | Belkis Milanés (CUB)                                                                      | 13.21        | Lavonne Idlette (DOM)                                                              | 13.24    |
| 400 metros com barreiras   | Lucimar Teodoro (BRA)                                                             | 56.99               | Sharolyn Scott (CRC)                                                                      | 57.11        | Yolanda Osana (DOM)                                                                | 57.15    |
| 3000 metros com obstáculos | Yony Ninahuaman (PER)                                                             | 10:24.95            | María Mancebo (DOM)                                                                       | 10:28.86     | Eliane Luanda Pereira (BRA)                                                        | 10:44.36 |
| Revezamento 4×100 metros   | Brasil · Geisa Coutinho · Lucimar de Moura · Evelyn dos Santos · Rosângela Santos | 43.90               | República Dominicana · Mariely Sánchez · Fany Chalas · Marleny Mejía · Margarita Manzueta | 44.04 NR     | Colômbia · Eliecit Palacios · Alejandra Idrobo · Nelcy Caicedo · Darlenys Obregón  | 44.42    |
| Revezamento 4×400 metros   | Brasil · Joelma das Neves · Jailma de Lima · Geisa Coutinho · Lucimar Teodoro     | 3:28.56             | Cuba · Aimée Martínez · Daysurami Bonne · Rosemarie Almanza · Adriana Muñoz               | 3:29.13      | República Dominicana · Santa Félix · Yolanda Osana · Marleny Mejía · Raysa Sánchez | 3:38.48  |
| 10,000 metros              | Arabelly Orjuela (COL)                                                            | 46:21.69            | Ingrid Hernandez (COL)                                                                    | 48:48.81     | Milangela Rosales (VEN)                                                            | 48:10.81 |
| Salto em Altura            | Romary Rifka (MEX)                                                                | 1.89 m              | Aline Santos (BRA)                                                                        | 1.84 m       | Monica Araújo de Freitas (BRA)                                                     | 1.81 m   |
| Salto com Vara             | Dailis Caballero (CUB)                                                            | 4,50 m              | Karla da Rosa (BRA)                                                                       | 4,10 m       | Sara Pereira (BRA)                                                                 | 4,10 m   |
| Salto em Distância         | Eliane Martins (BRA)                                                              | 6.55 m              | Macarena Reyes (CHI)                                                                      | 6.14 m       | Giselle de Albuquerque (BRA)                                                       | 6.14 m   |
| Salto Triplo               | Susana Costa (POR)                                                                | 13.64 m             | Gisele Lima (BRA)                                                                         | 13.46 m      | Gisele Landazury (COL)                                                             | 13.28 m  |
| Lançamento de Peso         | Geisa Arcanjo (BRA)                                                               | 18.84 m             | Natalia Ducó (CHI)                                                                        | 18.46 m      | Misleydis González (CUB)                                                           | 18.03 m  |
| Lançamento de Disco        | Andressa de Morais (BRA)                                                          | 64.21 m SR, NR      | Fernanda Borges (BRA)                                                                     | 57.87 m      | Karen Gallardo (CHI)                                                               | 57.40 m  |
| Lançamento de Martelo      | Rosa Rodríguez (VEN)                                                              | 71.76 m CR          | Jennifer Dahlgren (ARG)                                                                   | 71.23 m      | Johana Moreno (COL)                                                                | 68.58 m  |
| Laçamento de Dardo         | Flor Denis Ruiz (COL)                                                             | 58.21 m             | Leryn Franco (PAR)                                                                        | 57.77 m NR   | Laila Ferrer e Silva (BRA)                                                         | 57.14 m  |
| Heptatlo                   | Lucimara da Silva (BRA)                                                           | 6160 pts SR, CR, NR | Thaymara Rivas (VEN)                                                                      | 5622 pts =NR | Tamara de Sousa (BRA)                                                              | 5548 pts |

## Quadro de Medalhas
| Ordem | País                 | Medalha de ouro | Medalha de prata | Medalha de bronze | Total |
| ----- | -------------------- | --------------- | ---------------- | ----------------- | ----- |
| 1     | Brasil               | 14              | 17               | 13                | 44    |
| 2     | Cuba                 | 8               | 6                | 4                 | 18    |
| 3     | Colômbia             | 6               | 3                | 5                 | 14    |
| 4     | Venezuela            | 4               | 4                | 2                 | 10    |
| 5     | Argentina            | 4               | 3                | 2                 | 9     |
| 6=    | Equador              | 2               | 0                | 2                 | 4     |
| 6=    | México               | 2               | 0                | 2                 | 4     |
| 8     | Chile                | 1               | 3                | 2                 | 6     |
| 9     | Porto Rico           | 1               | 1                | 1                 | 3     |
| 10    | Portugal             | 1               | 0                | 2                 | 3     |
| 11    | Peru                 | 1               | 0                | 0                 | 1     |
| 12    | República Dominicana | 0               | 2                | 6                 | 8     |
| 13    | Espanha              | 0               | 2                | 2                 | 4     |
| 14=   | Costa Rica           | 0               | 1                | 0                 | 1     |
| 14=   | Panamá               | 0               | 1                | 0                 | 1     |
| 14=   | Paraguai             | 0               | 1                | 0                 | 1     |
| 17    | Moçambique           | 0               | 0                | 1                 | 1     |
| Total | Total                | 44              | 44               | 44                | 132   |

## Nações Participantes
Vinte e quatro membros da Asociación Iberoamericana de Atletismo enviaram atletas para o evento. O nível de participação do atleta (362 no total) foi relativamente alta em relação aos anos anteriores, embora a representação não-americanos foi bastante pobre.  Aruba participou pela primeira vez. Os cinco países-membros não eram concorrentes Andorra, Cabo Verde, Guiné Equatorial, Guatemala, Guiné-Bissau e São Tomé e Príncipe.
| - Angola (2) - Argentina (24) - Aruba (1) - Bolívia (3) - Brasil (70) - Chile (10) | - Colômbia (32) - Costa Rica (3) - Cuba (24) - República Dominicana (19) - Equador (18) - Honduras (8) | - México (21) - Moçambique (2) - Nicarágua (3) - Panamá (7) - Paraguai (9) - Peru (5) | - Portugal (4) - Porto Rico (12) - El Salvador (2) - Espanha (16) - Uruguai (4) - Venezuela (63) |